# Il male dell'anima
Il male dell'anima è un saggio critico sull'epilessia scritto da Baroukh M. Assael e Giuliano Avanzini, pubblicato a Roma dagli Editori Laterza nel 1997 (ISBN 88-420-5259-0).

## Descrizione
Con particolare riferimento al contesto storico dell'Ottocento e del Novecento, vi sono diverse accezioni culturali e interpretazioni scientifiche assunte dal fenomeno epilettico.
Secondo la definizione di Assael e Avanzini, l'epilessia non dovrebbe essere considerata esclusivamente una malattia al pari di analoghe manifestazioni patologiche (quali disturbi prettamente fisici o afferenti alla sfera psichica), quanto un'autentica "categoria sindromica" per la sua spiccata tendenza ad investire ambiti non strettamente fisici ma correlati all'impalcatura psicologica dell'individuo.
L'epilessia diverrebbe quindi, secondo questa teoria, "il male dell'anima" poiché in grado di corrodere intimamente l'interiorità dell'individuo, conducendolo ad una progressiva labilità psicofisica e gettandolo in una condizione esistenziale di prostrante insicurezza costantemente attentata dall'imprevedibilità di raptus repentini.
Partendo da questa considerazione, le diverse declinazioni culturali assunte, sulla base della contestualizzazione storica, dal "fenomeno epilettico", sono oggetto di studi approfonditi ma anche di controverse interpretazioni (si pensi a quando nel Medioevo il malato epilettico veniva relegato ai margini della società perché ritenuto affetto da possessione diabolica), esaminando soprattutto le proteiformi implicazioni che assume la sindrome nel contesto novecentesco.

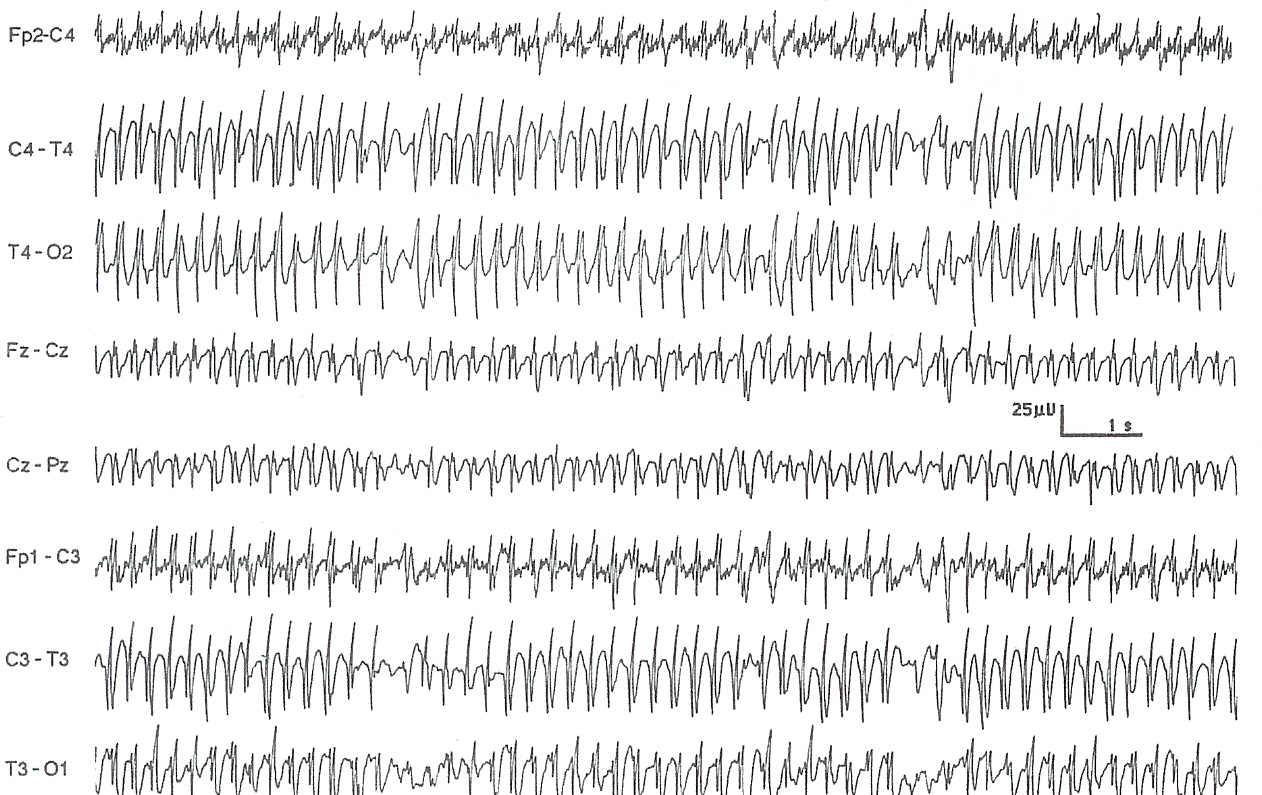
EEG in un caso di epilessia idiopatica: punte-onda generalizzate a 3 Hz.

Nella prima metà del Novecento addirittura le crisi epilettiche vengono confuse con generiche manifestazioni di tipo isterico, poiché lo scarso interesse per lo studio di questa malattia non spinge ad analisi approfondite ed accurate sulla specificità della sintomatologia in esame.
Successivamente invece, non solo si giunge ad una totale separazione delle due manifestazioni patologiche, ma si passa alla distinzione sistematica delle varie tipologie (acquisite o congenite) che caratterizzano il fenomeno epilettico: vengono individuati con precisione i "focus epilettogeni" che generano le crisi convulsive e, gradualmente, si passa alla sperimentazione di tecniche e strumenti farmaceutici atti ad inibire aree cerebrali potenzialmente dannose.
L'accuratezza metodica degli studi della seconda metà del Novecento non solo conduce ad una maggiore conoscenza della complessità problematica del morbus epilettico, ma indirizza anche verso l'attuazione di strategie terapeutiche via via più efficienti, tenendo sempre in considerazione il legame stretto che la patologia epilettica manifesta con la sfera psichica dell'individuo, il quale sperimenta quotidianamente, attraverso l'accesso ad una dimensione che sfugge totalmente alla coercizione del controllo razionale, la difficoltà di conciliare, in un sano equilibrio stabile, tensioni fisiche e slanci emotivi.